# BT-3500
De BT-serie is een aantal ontwerpen van halfafzinkbare platforms van Bassoe Technology. De ontwerpen van bestaan uit twee pontons met elk twee kolommen met daarop het werkdek.

## Types
| Type    | Lengte  | Breedte | Waterdiepte | Boordiepte |
| ------- | ------- | ------- | ----------- | ---------- |
| BT-3500 | 83 m    | 77,3 m  | 2000 m      | 10.000 m   |
| BT-4000 | 117,5 m | 79,7 m  | 2400 m      | 8500 m     |

## BT-serie
| Type    | Naam               | Werf | Jaar             | IMO-nummer |
| ------- | ------------------ | ---- | ---------------- | ---------- |
| BT-3500 | Bassdrill Beta     | DSIC | november 2013    | 8771801    |
| BT-3500 | Atlantica Delta    | DSIC | 11 december 2015 | 9672454    |
| BT-4000 | Etesco Interventor | DSIC | 2017             | 9755969    |